# 二茂锰
二茂锰是一种金属有机化合物，属于茂金属。这种棕色固体在高于158 °C时有着不同寻常的磁性。

## 制备
和其他茂金属一样，二茂锰可以由氯化锰和环戊二烯基化合物（通常是环戊二烯基钠）反应来制备。为此，必须首先让环戊二烯与钠反应以去质子。
{\displaystyle \mathrm {2\ C_{5}H_{6}+2\ Na\longrightarrow 2\ C_{5}H_{5}Na+H_{2}} }
通过环戊二烯基钠和氯化锰在四氢呋喃、乙二醇二甲醚和液氨等溶剂中进行的反应生成了二茂锰。
{\displaystyle \mathrm {MnCl_{2}+2\ C_{5}H_{5}Na\longrightarrow (C_{5}H_{5})_{2}Mn+2\ NaCl} }

## 性质
相较于铁，由于锰的价电子较少，二茂锰比二茂铁少一个电子，锰周围有17个电子而不符合18电子规则。由于这样锰可以非常方便地形成高自旋d5配置（每个d轨道由一个电子所占），因此不会被还原为低价态的Mn1+以满足18电子构型。
固态的二茂锰是聚合物结构，其中每个锰被三个环戊二烯基配体所包围。三个配体中的两个都与两个锰原子相连，第三个只和一个锰原子相连。它自身形成了一条长链。锰和碳原子之间的距离是端基配体242 pm，而茂桥上的为240–330 pm。桥接的环戊二烯基配位体处在不对称的锰原子之间。
当二茂锰低于奈尔温度134 °C时具有反铁磁性。当高于该温度时，会产生一个强大的磁矩，大小为5.81玻尔磁子。